# David Yost

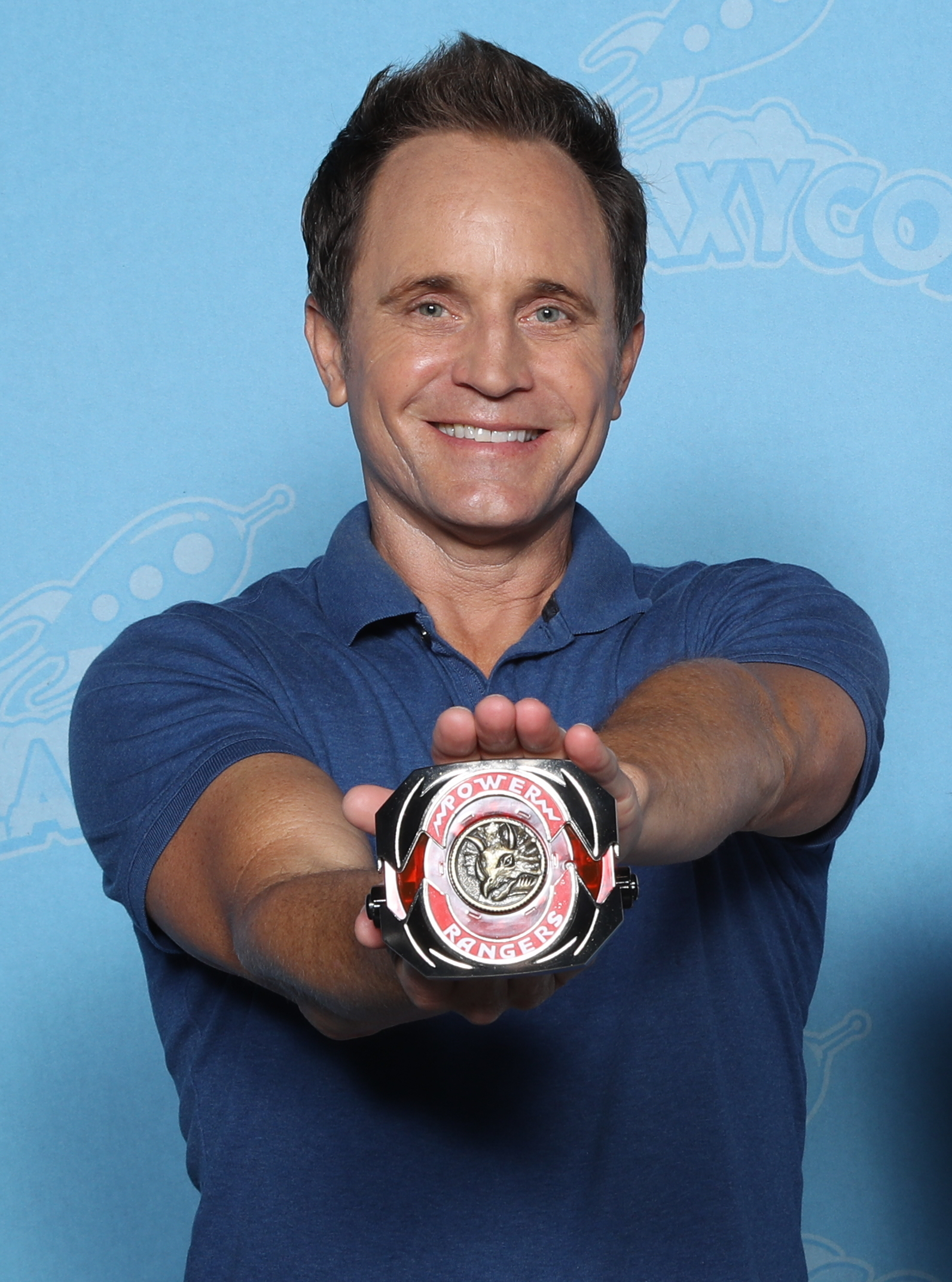
David Yost, 2019

David Yost (* 7. Januar 1969 in Council Bluffs, Iowa) ist ein US-amerikanischer Schauspieler.

## Leben und Karriere

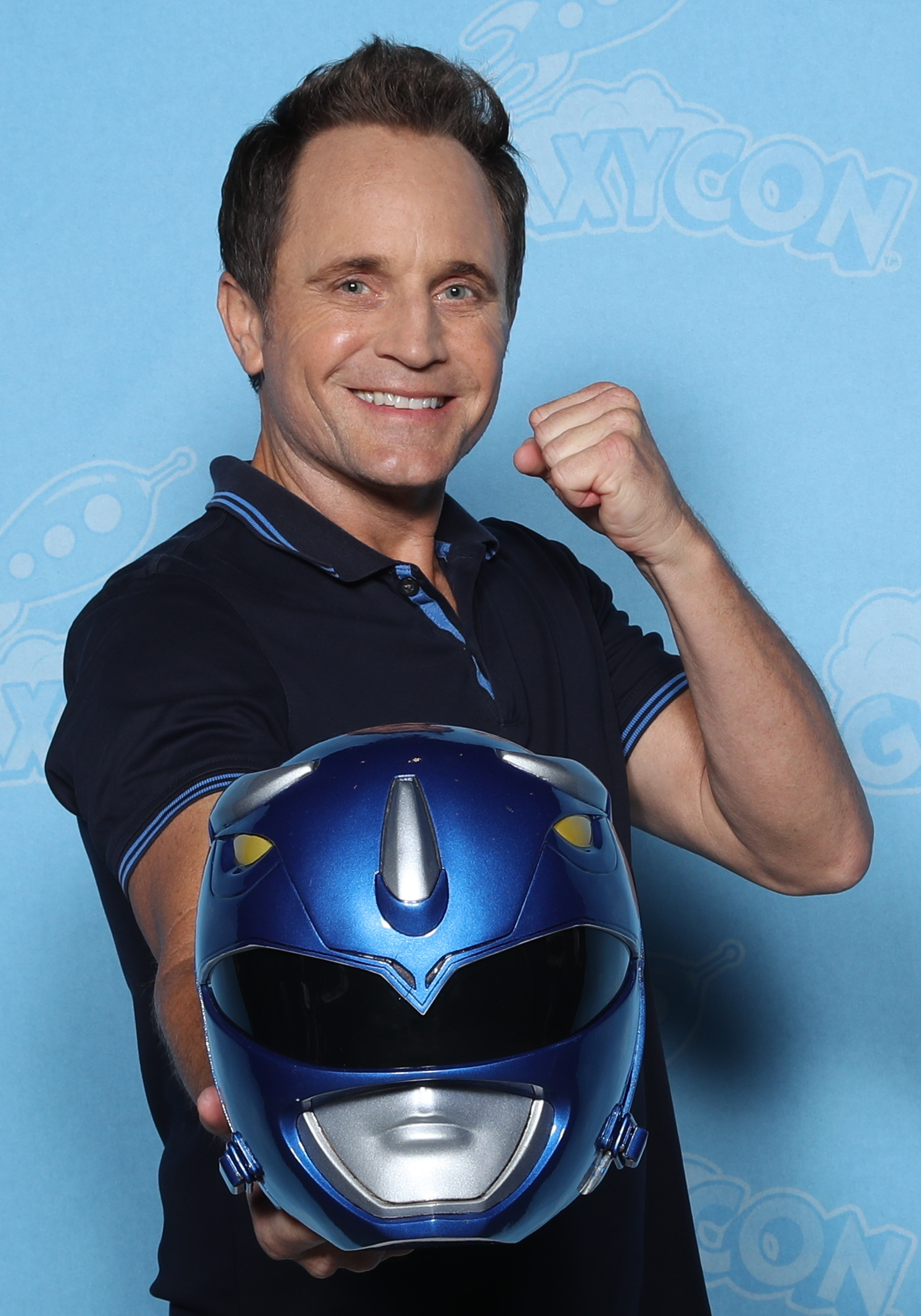
David Yost auf der GalaxyCon Raleigh 2019

David Yost wurde 1969 in Council Bluffs geboren und besuchte die Graceland University in Lamoni, Iowa. Seine erste Rolle war sofort die Hauptrolle in der Fernsehserie Mighty Morphin Power Rangers als Billy Cranston den Blauen Power Ranger, die er in 155 Episoden spielte. In der Zwischenzeit spielte er diese Rolle auch in dem Kinofilm Power Rangers – Der Film, bevor er die Serie aufgrund permanenter Mobbing-Vorfälle wegen seiner Homosexualität verlassen hat.
Im Anschluss folgten nur noch sporadische Auftritte als Darsteller. Im Kurzfilm The Order von 2016 hat er neben weiteren ehemaligen Darstellern, die als Power Ranger zu sehen waren, mitgewirkt. Ein Trailer wurde am 22. Mai 2016 auf YouTube veröffentlicht. Neben Yost waren noch Catherine Sutherland (2. Pinker Ranger), Walter Jones (1. Schwarzer Ranger), Steve Cardenas (2. Roter Ranger), Austin St. John (1. Roter Ranger), Karan Ashley (2. Gelber Ranger) und Paul Schrier (Bulk) zu sehen.
Im Film Mighty Morphin Power Rangers: Once & Always und in der Serie Power Rangers: Cosmic Fury nahm er seine Rolle als Blauer Ranger wieder auf. Der Film wurde im April, die Serie im September 2023 bei Netflix veröffentlicht.

## Filmografie (Auswahl)
- 1993–1999: Mighty Morphin Power Rangers (Power Rangers, Fernsehserie, 155 Episoden)
- 1995: Power Rangers – Der Film (Mighty Morphin Power Rangers: The Movie)
- 1996: Power Rangers Zeo (Fernsehserie, 43 Episoden)
- 1996: Ladykiller
- 2000: After Diff’rent Strokes: When the Laughter Stopped (Fernsehfilm)
- 2001: Alien Jäger – Mysterium in der Antarktis
- 2010: Who Ever Told You It Was Okay to Dream Anyway…? (Kurzfilm)
- 2012: Degenerate
- 2016: The Order (Kurzfilm)
- 2023: Mighty Morphin Power Rangers: Once & Always
- 2023: Power Rangers: Cosmic Fury